# Teleki Sándor (honvédtiszt)
Széki gróf Teleki Sándor József János (Kolozsvár, 1821. január 27. – Nagybánya, 1892. május 18.) 1848–49-es magyar katona, honvédezredes, olasz tábornok, főrendiházi tag és a Petőfi Társaság tagja, Petőfi Sándor „vad grófja”.

## Élete

### Családja és származása

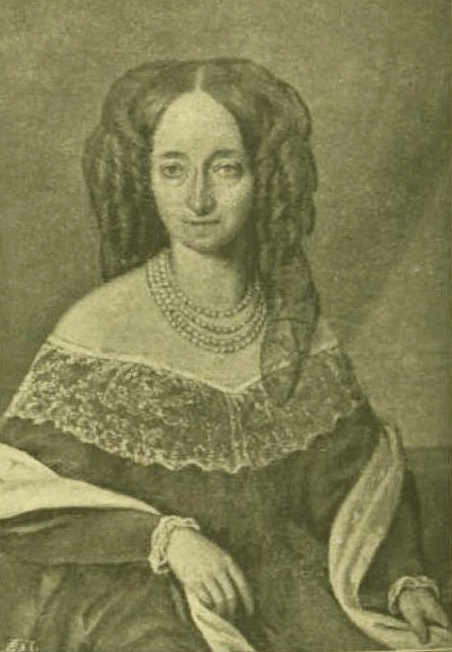
Édesanyja, széki gróf Teleki Jánosné zabolai gróf Mikes Erzsébet (1802–1882), csillagkeresztes hölgy

A tekintélyes főnemesi széki gróf Teleki család római katolikus ágának a sarja. Teleki Sándor 1821-ben született széki gróf Teleki János (1792–1860), császári és királyi kamarás, nagybirtokos, és zabolai gróf Mikes Erzsébet (1802–1882), csillagkeresztes hölgy gyermekeként. Az apai nagyszülei széki gróf Teleki József (1755–1809), nagybirtokos és zabolai gróf Mikes Mária (1760–1846) voltak; az anyai nagyszülei gróf zabolai Mikes János (?–1815), császári és királyi kamarás, főkormányszéki tanácsos, földbirtokos és zabolai gróf Mikes Róza (†1821) voltak. Keresztszülei gróf Esterházy Dénes és Kemény Cecilia voltak. Sándor egyetlen testvére bethleni gróf Bethlen Farkasné széki gróf Teleki Róza (1822–1880) volt.

### Gyermek- és ifjúkora
Teleki János gróf neje Mikes Erzsébet grófnőről, mint igen vallásos asszonyról, a Függetlenség újság szerint mondta: „…hogy amaz igazi arisztokrata nők közé tartozott, kik ma már csak Erdélyben s ott is csak kivételesen találhatók. Magánéletében egyszerű, s a mellett hű megőrzője az ősi hagyományoknak, az ősi fénynek. Jótékony a nélkül, hogy jótékonyságai birét vásárra vinné. Kolozsvári háza a szegényeknek, ügyefogyottaknak valóságos menedékhelye volt; szegény tisztviselők, papok özvegyeinek adott nem csak ingyen szállást, de konyhára valót is. S a mellett késő öreg koráig igazán lelkes honleány.” Mikes Elize ugyanakkor a hazai költészetnek bőkeblű pártolója volt. Csokonai, a Kisfaludyak, Vörösmarty és az újabb költők műveit jól ismerte, „Himfy szerelmei”-t könyv nélkül tudta és szerette, hogy egyik unokája (legifjabb gróf Teleki Sándor) költeményeket ír és kórágyán fekve is, mondott neki költeményeket Csokonaiból.
Tízéves koráig Teleki Sándor falun, az erdélyi Nagysármáson nevelkedett; 1830-ban szülei beadták a kolozsvári piaristák konviktusába, ahol öt évet töltött. 1835-ben Táncsics Mihály lett a nevelője. Iskoláit végezve Marosvásárhelyre ment a királyi táblához jurátusnak, ahol az ügyvédi vizsgát is letette. Onnan azután a családi szokás szerint német egyetemekre ment Berlinbe, Halléba, Jénába és Breslauba.
1840-ben megismerkedett Felix von Lichnowsky herceggel, aki karlista generális volt Spanyolországban. Teleki ezután részt vett a karlista harcokban. Barcelonában elfogták és csak Ferdinand de Lesseps francia főkonzul közbenjárására menekült meg a halálbüntetéstől. Franciaországon keresztül jutott vissza Berlinbe, ahol folytatta egyetemi tanulmányait, és baráti viszonyba lépett az akkor már ünnepelt Liszt Ferenccel; akinek társaságában Oroszországba, majd onnan Párizsba ment. Hazatérése után Kővárvidéke megválasztotta egyik követének.
Kossuth Lajos és báró Wesselényi Miklós barátságát élvezte és elveiket támogatta. Teleki Sándor állásfoglalása nemcsak az 1846–47. évi erdélyi országgyűlés ellenzékének tevékenységében jelentkezik, hanem mint „népvezérnek” Kővárvidék szabad paraszt és jobbágy népessége iránti humánus magatartásában, a vidék román nemzetiségű ifjainak támogatásában is. A vadgróf erdélyi országgyűlési szereplése számunkra azért is emlékezetes marad, mert ott elhangzott beszédében nyíltan az úrbéri viszonyok megszüntetése és a jobbágyfelszabadítás mellett foglalt állást. 1846–47-ben – a „vad gróf” vendégeként – három alkalommal is megfordult koltói birtokán a kor híres költője, Petőfi Sándor. Ezek közül a látogatások közül a legemlékezetesebb az 1847. szeptember 9. – október 19. közötti időszak, amikor az ifjú író hitvesével, Szendrey Júliával, itt töltötte a mézesheteket, miközben 28 új verssel gazdagította a magyar lírát. A költemények zöme a híres somfa alatti kőasztalon íródott.

### 1848–49
Mikor 1848-ban a hazának szüksége volt a harcosokra, maga gróf Teleki Jánosné Mikes Erzsébet grófnő küldte fiát, a későbbi ezredest: „Menj fiam, a hazának nagyobb szüksége van rád, mint nekem; de előbb gyónj meg, hogy, ha elesel, nyugodtan sirathassalak meg.” 1848-ban Kővárvidék főkapitánya lett; a rajongó ifjú azonban beállt közhonvédnek a 10. honvédzászlóaljba, ezzel ment le Becskerekre a szerbek ellen harcolni, ahonnan Kossuth felhívta Pestre, majd annak kérésére újra Erdélybe ment mint kővári főkapitány és kormánybiztos, ahol Bem tábornok előbb őrnaggyá, majd ezredessé nevezte ki, majd az erdélyi hadsereg felügyelőségét bízta rá. Több csatában is részt vett. Kissajónál negyed magával háromszáz fegyveres románon törte magát keresztül. Jelen volt a világosi fegyverletételnél, ahonnan az aradi várba börtönözték be, onnan azonban sikerült megszöknie, ekkor az Arad, Békés és Csongrád vármegyei tanyákon bujkált és mint Knicsanin szerb tábornok kocsisa jutott Belgrádba s onnan Konstantinápolyba. Ez alatt itthon a császári haditörvényszék halálra és jószágvesztésre ítélte s „in effigie” föl is akasztatta.

### A szabadságharc után

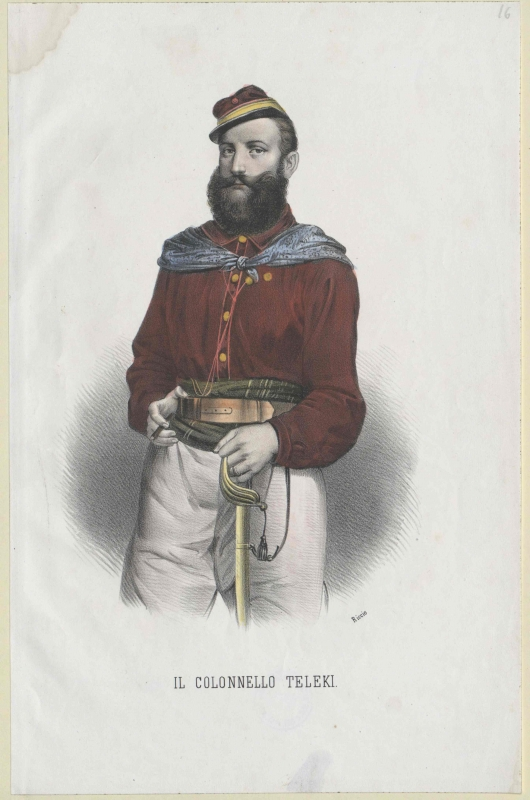
Alessandro Teleki olasz ezredes

A török fővárosból Franciaországba ment, de III. Napóleon államcsínye után onnan is kiűzték. Londonba, majd Jersey szigetére távozott, ahol megismerkedett és barátságba került Victor Hugóval. Innen Hugo híres nyilatkozata miatt távoznia kellett a nagy költővel és a többi száműzött társával, és Guernsey szigetén települtek meg. A krími háború után ismét Törökországba, onnan Svájcba költözött. 1856-ban, más források szerint 1857-ben Londonban házasságra lépett Jane Frances Bickersteth-tel (1836-1870), Lord Langdale egyetlen leányával, aki Spanyolországból úti képeket írt a Hölgyfutárba. A házasság 1858-ban válással végződött.
Az 1858-as mozgalmak idején Nizzában megismerkedett Giuseppe Garibaldival. Az 1859-es hadjáratban azután Szicíliában, Calabriában és Nápolyban harcolt az oldalán, ezalatt az egyik legkedveltebb tábornokává válva. 18 évi száműzetés után került vissza Magyarországra, és a koronázás alkalmával kihirdetett amnesztia folytán a korábban elkobzott vagyonát is visszakapta. Ezután többnyire koltói birtokán és Nagybányán, időnként Kolozsvárt, Debrecenben és Budapesten élt. Gazdálkodott és írogatott.
A Kisfaludy Társaság és a Petőfi Társaság tagjává választotta. A Történelmi Társulatnak alapító tagja volt.

## Házasságai és gyermekei

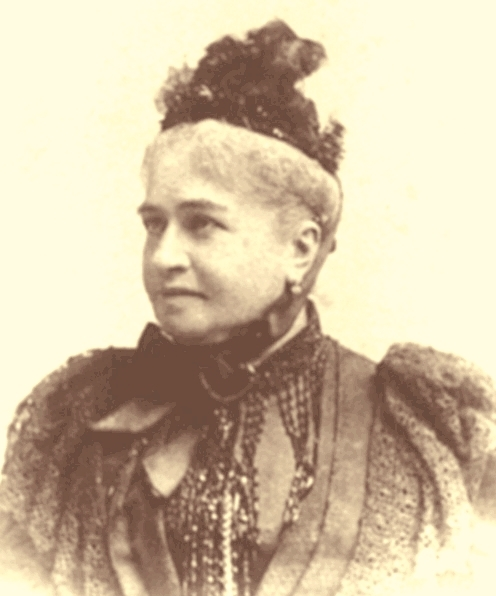
Teleki Sándor grófné Litez Tiverval Mathild

Első nejét, Lady Jane Bickersteth Harley (1837–1870) kisasszonyt 1857. december 16-án vette el. Az angol kisasszony szülei, Henry Bickersteth (1783–1851), Langdale első bárója, és Lady Jane Elizabeth Harley voltak. Ebből a frigyből nem származott gyermek. 1860-ban Párizsban nősült meg másodszor. Neje: a francia származású Mathilde Litez de Tiverval (Charleville-Mézières, Francia Királyság, 1836. június 21. –Nagybánya, 1910. szeptember 23.) volt, akinek a szülei Philippe Rose Litez Tiverval (1801–1859), tábornok, és Harriett Oxley (1802–1887) voltak. Ebből a második házasságból négy felnőttkort megért gyermekük született:
- gróf Teleki Sándor (Párizs, 1861. június 29.–Budapest, 1919. augusztus 13.), földbirtokos.[11] Felesége: kölcsei Kende Júlia „Szikra” (1864–1937), író, újságíró, költő, a Petőfi Társaság tagja, a Magyar Írónők körének az elnöke.[12]
- gróf Teleki László (1863–1929), Kolozs vármegye főispánja.[13] Neje: Anna D’Aubin (1863–1940).[14]
- gróf Teleki János (Bagni di Lucca, Olasz Királyság, 1868. december 27. – Budapest, 1937. október 2.), földbirtokos.[15] Neje: alsócsernátoni Damokos Gabriella (Angyalos, 1873. január 20.–Budapest, 1938. augusztus 29.).[16] Gyermekük, ifjabb gróf Teleki János (1893–1946), országgyűlési képviselő.
- gróf Teleki Blanka (1871–1920).[17] Férje: domahidai Domahidy Viktor (1867–1931), főszolgabíró, országgyűlési képviselő.

## Írásai
Cikkei a Honvéd-Naptárban (1874. Első találkozásom Bem apóval), a M. Polgárban (1877. 248. l. Egy az Isten. Jókai Mórnak szíves köszönet), a Pesti Hírlapban (1879. 150. sz. Petőfi Koltón, székfoglaló a Petőfi Társaságban), a Koszorúban (III. 1880. Petőfi mint koma Koltón, V. 1881. Egy karácsony estém Hugó Viktornál), a Fővárosi lapokban (1881. 123. sz. Lendvay Marciról), a Vasárnapi Ujságban (1881. Sámi Lászlóról, Visszaemlékezés Mészáros Lázárra), a Budapesti Hírlapban (1882. 203., 206. sz. Horay Viktor honvéd százados, 248. Levél Petőfi Sándorhoz, 296. Koszorú-zápor, 298. Morzsák Petőfiről, 1883. 3. sz. Sámi László arcképe előtt, 1884. 268. Találkozásom George Sanddal, 316. Lónyay Menyhértről, 1885. 56. Hugo Viktor születése napján, 1887. 26. Mikor engem fölakasztottak, 57. Utolsó találkozásom Petőfi Sándorral, 1888. 327. Garibaldi mint költő); levelei: K. Papp Miklóshoz, Koltó szept. 26. 1876 (Hölgyfutár 1876. 2. sz.); Teleki Miklósnak szives üdvözlet (M. Polgár 1877. 82. sz.); Koltó máj. 22. 1879. (Szabadság, Nagyvárad, 1879. 133. sz.); Prielle Kornéliának, Kolozsvár ápr. 14. 1881. (P. Hírlap 1881. 105. sz.)

## Művei
- Emlékeim. Kiadta a Petőfi Társaság. Budapest, 1879–1880, két kötet
- Egyről-másról. Ujabb emlékeim. Budapest, 1882, két kötet
- Garibaldi alatt 1859-ben. Budapest, 1883
- Természet után. Humoros elbeszélések. Budapest, 1884
- Emlékek Bemről; bev., jegyz. Lukácsy Sándor; Szépirodalmi, Bp., 1951 (Szépirodalmi kiskönyvtár)
- Teleki Sándor emlékezései; vál., sajtó alá rend., bev., jegyz. Görög Lívia; Szépirodalmi, Bp., 1958 (Magyar századok)
- Emlékezzünk régiekről! Emlékezések és levelezés; bev., jegyz., Csetri Elek; Kriterion, Bukarest, 1973
- Macska a nagy dobban. Derűs emlékezések; vál., előszó Szávai Géza; Pont, Bp., 2012 (Csintalan múzsa sorozat)

## Emlékezete Erdélyben
A Kolozsvárt született és Koltón nyugvó Teleki Sándor – a „vad gróf”, ahogy kortársai, többek között Petőfi Sándor nevezték – kalandos életében fontos helyet foglaltak el írókkal-művészekkel való kapcsolatai. „Erős tanulmány volna egy biográfiaírónak Teleki Sándor viselt dolgait megírni a kontinensen – írta Jókai Mór 1876-os erdélyi útja során Koltón tett látogatása után –, ki együtt élt, mulatott, harcolt a földrész minden művelt és barbár nemzetével, tűrte a dicsőséget, kereste a bajt, járt ágyútűzön, tengerviharon s hitelező csordán keresztül sértetlenül; jó barátja volt Victor Hugónak, id. és ifj. Alexandre Dumas-nak, Liszt Ferencnek, Petőfi Sándornak s századunk egyéb versíró, éneklő, muzsikáló, képfestő és szoborfaragó hírneveseinek, segített Garibaldinak országokat hódítani, s más nagy embereknek légvárakat építeni; értekezett királyokkal és császárokkal Magyarország sorsa felől, s lelkesedett földönfutókkal és poétákkal a népszabadságért; teleszedte mellét érdemrendekkel, hogy azokat ne viselje, s bejárta egész Európát azért, hogy felfedezze, milyen szép kilátás van a koltói dombról a kis Buba szőke feje fölött átnézve…” (Úti táskámból). Maga Teleki is szívesen forgatta a tollat: újra meg újra kiadott emlékiratai (először: Emlékeim. I–II. Budapest, 1879–80; Garibaldi alatt 1859-ben, Budapest, 1883), humoros elbeszélései (Természet után, Budapest, 1884) könnyed előadásmódjukkal egymástól időben távoli nemzedékek kedvelt olvasmányai ma is.
Életpályájának sok apró részletét erdélyi kortársai közül többen is megírták: emigrációs éveiről Orbán Balázs (Utazás Keleten. Kolozsvár, 1861. VI. 1–2) a jersey-i időkről ugyancsak ő szolgáltat adatokat (Néhány vonás menekült életemből. Pesti Napló, 1881/152), az itáliai emigrációról Giuseppe Cesar Abba (Magyar garibaldisták. Erdélyi Lapok, 1912. 71–72), Koltón tett 1876-os látogatásáról maga Jókai Mór számolt be úti jegyzeteiben (Úti táskámból. In: Megtörtént regék. Összes művei. 61. 336–348). Élete egy-egy mozzanatának erdélyi kortársi forrásai: Gyarmathy Zsigáné: Teleki Sándor „akasztott ember”-éről. Fővárosi Lapok, 1877/89; Törökfalvi Papp Zsigmond: Teleki Sándor Gróf. Nagybánya és Vidéke, 1892. május 22.; Szádeczky Lajos: Gróf Teleki Sándor, Liszt Ferenc és az oroszok. Budapesti Szemle, 1897, 91. kötet 51–71.
A két világháború között összefoglalóan Gyalui Farkas írt róla könyvet (Gróf Teleki Sándor regényes élete. Budapest, 1939), ugyanő előadással is szerepelt az EME Nagybányán 1932-ben tartott vándorgyűlésén (in: Az EME Emlékkönyve, 1932. augusztus 25–28. Kolozsvár, 1933), Bitay Árpád (Két moldvai román az olaszországi légióban. Ellenzék, 1924/138) és Hóry Etelka (Magyar hősök Garibaldi alatt. Pásztortűz, 1932. 307–310) Garibaldi zászlaja alatt töltött idejéről szolgáltak ismeretlen adatokkal, Ligeti Ernő életrajzi vázlatot adott róla A 48-as Erdély (Kolozsvár, 1943) című zsebkönyvben. Később Jancsó Elemér közölt Teleki-leveleket (Adatok Teleki Sándor életéhez. StUBB Seria Philologia, 1969/1), s Lakatos István foglalkozott Liszt Ferenccel való kapcsolatával (Hazai Liszt Ferenc-emlékek. Korunk, 1961/1).
Emlékezéseinek új kiadását a Magyar Századok sorozatban Görög Lívia gondozta, ezt az 1958-as budapesti kiadást is felhasználta Csetri Elek, amikor, ezekből válogatva s Teleki levelezésével és más, az egykorú sajtóban maradt kisebb emlékezésekkel bőségesen megpótolva sajtó alá rendezte és bevezető tanulmánnyal, jegyzetekkel látta el az Emlékezzünk régiekről (Bukarest, 1973. Fehér könyvek) című kötetet. Ugyanő idézte fel Teleki emlékét halála centenáriumán (Helikon, 1992/12).
Születésének 150. évfordulóján a romániai magyar sajtó (de néhány román lap is) megemlékezett róla:
- Csetri Elek: Teleki Sándor születésének 150. évfordulójára. Igazság, 1971. január 27.;
- Csetri Elek: Karlista volt-e Teleki Sándor? Korunk, 1971/2.
- Demény Lajos: T. S. születésének 150. évfordulójára. Előre, 1971. január 27.;
- Csetri Lajos: În slujba idealurilor înaintate ale vremii. Teleki Sándor. Magazin Istoric 1972/2.
- Kovács József: Teleki Sándor. Utunk, 1971/6.

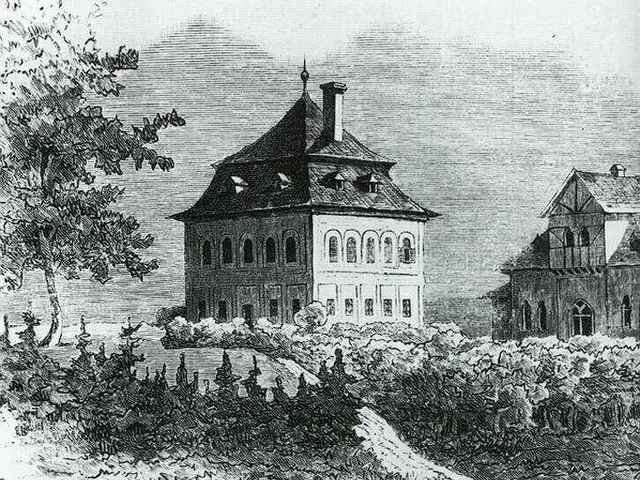
A Teleki-kastély Koltón

Teleki Sándor koltói kastélya – amely a második világháború előtt számos irodalmi emléket őrző gyűjteményéről is híres volt – Petőfi Sándor ott töltött mézesheteinek emlékére az 1960-as évektől egy Petőfi-múzeumnak ad otthont, amelyben a „vad gróf” emlékét is őrzi jó néhány tárgyi relikvia. A gyűjteményt s a kastély kertjében lévő somfa alatt nyugvó Teleki Sándor (később a falu temetőjébe áthelyezett) sírját Sebők Mihály, a kastély utolsó gazdájának hűséges embere őrizte meg és tette Petőfi Sándor emlékezete látogatott kegyhelyévé. Koltó még a diktatúra éveiben is évenkénti megemlékezés színhelye volt (ha másképp nem, „Petőfi-bál” vagy „szüreti bál” formájában), ahol a diktatúra bukása után a család leszármazottja, gróf Teleki János is minden évben részt vett családjával. Az erre évente ellátogató nagyszámú vendég nem csak Petőfi és Júliája emléke (1998 óta a kastély parkjában álló kettős szobra) előtt tiszteleg, hanem felkeresi egy-egy szál virággal a kastély egykori gazdájának sírját a falu temetőjében s 2009-ben a kastély kertjében felállított mellszobrát is.
2002 óta a nagybányai magyarság tulajdonába került egykori Zazar-parti házában működik a Teleki Magyar Ház, amely felnőttek és gyermekek számára rendezett programjaival a város és a környék magyarságának második otthona. Programján könyvbemutatók, táncház, kézművesprogramok, hangversenyek, népfőiskolai és honismereti előadások, idegen nyelvi és számítógépes kurzusok szerepelnek. Fennállása óta több mint 60 képzőművészeti tárlatnak is otthont nyújtott, könyvtárral, helytörténeti és régiség-gyűjteménnyel rendelkezik. A Házhoz tartozó kertben 2007-ben állították fel Teleki Sándor mellszobrát, Dinyés László budapesti szobrászművész alkotását.
Alapítása óta – az EMKE nagybányai szervezetének munkáját folytatva – több képes falinaptárat és helyismereti-turisztikai könyvet jelentetett meg (Bányavidéki barangolások. Nagybánya, 2005; Nagybánya és környéke. Nagybánya, 2006; 2. javított kiadás 2007; Schönherr Gyula-breviárium. Nagybánya, 2008).
Társszervezője az augusztusi Szent István Napoknak, a 2007 óta megrendezésre kerülő Teleki Napoknak. 2002 óta kiosztja a Teleki Ösztöndíjat, amelyben évente kilenc, tanulmányi eredményei alapján arra érdemes nagybányai diák részesül. Örökös tiszteletbeli kurátora Szász György, intézményvezetője Dávid Lajos, programvezető Markó Hajnal.